# Ole Feldbæk
Ole Feldbæk (* 22. Juli 1936 in Fredriksberg/Kopenhagen; † 1. Oktober 2015 in Kopenhagen) war ein dänischer Historiker und Hochschullehrer.

## Leben und Wirken
Ole Feldbæk studierte nach seiner Reifeprüfung Geschichte an der Universität Kopenhagen. Während seines Studiums nahm er an Feldforschungen in Grönland und an der Ausgrabung eines Wikingerschiffes im Roskilde-Fjord teil. Zunehmend interessierte er sich für das Gebiet der Wirtschaftsgeschichte und insbesondere diejenige des 18. Jahrhunderts in Dänemark. Bereits 1962 wurde er für einen Aufsatz aus diesem Forschungsbereich mit einer Preismedaille der Universität ausgezeichnet. Im Jahre 1969 promovierte er mit einer Arbeit über den „India Trade under the Danish Flag, 1772–1808“ zum Dr. phil. Seit 1968 war er wissenschaftlicher Mitarbeiter am Institut für Wirtschaftsgeschichte, ab 1991 am Institut für Geschichte. 1981 wurde er dort zum Professor ernannt und lehrte bis zum Eintritt in den Ruhestand 2006.
Neben seinen eigenen wissenschaftlichen Veröffentlichungen war Feldbæk Herausgeber bzw. Redakteur umfangreicher Werke zur dänischen Geschichte wie etwa der „Dansk identitetshistorie“ (1991/1992). Er war Mitglied der Königlich Dänischen Akademie der Wissenschaften und der Norwegischen Akademie der Wissenschaften.
Im Jahre 2005 wurde ihm der Dannebrogorden (Ritter 1. Grades) verliehen.

## Veröffentlichungen (Auswahl)
Monographien
- India under the Danish flag, 1772–1808. European enterprise and Anglo-Indian remittance and trade (= Scandinavian Institute of Asian studies monograph series. Bd. 2). Studentlitteratur, Lund 1969 (= Dissertation Universität Kopenhagen).
- Dansk neutralitetspolitik under krigen 1778–1783. Studier i regeringens prioritering af politiske og økonomiske interesser. Gad, København 1971, ISBN 87-505-0144-5.
- mit Ole Justesen: Kolonierne i Asien og Afrika. Politikens Forlag, Copenhagen 1980.
- Denmark and the armed neutrality 1800–1801. Small power policy in a world war. Akademisk Forlag, København 1980, ISBN 87-500-1913-9.
- Tiden 1730–1814 (= Danmarks historie. Bd. 4). Gyldendal, Copenhagen 1982, ISBN 87-00-41491-3.
- Danske handelskompagnier 1616–1843. Oktrojer of interne ledelsesregler. Selskabet for Udg. af Kilder til Dansk Historie, København 1986.
- Den lange fred 1700–1800 (= Gyldendal og Politikens danmarkshistorie. Bd. 9). Gyldendalske Boghandel, Copenhagen 1990, ISBN 87-89068-11-4.
- mit Ståle Dyrvik: Mellom brødre 1780–1830 (= Aschehougs Norgeshistorie. Bd. 7). Aschehoug, Oslo 1996, ISBN 82-03-22020-7.
- 1720 -1814. Storhandelens tid (= Dansk søfarts historie. Bd. 3). Gyldendal, Copenhagen 1997, ISBN 87-00-24326-4.
- Naerhed og adskillelse 1720–1814 (= Danmark-Norge 1380–1814. Bd. 4). Universitetsforlag, Oslo 1998, ISBN 87-500-3516-9.
- mit Knud J. V. Jespersen: Revanche og neutralitet, 1648–1814 (= Dansk udenrigspolitiks historie. Bd. 2). Danmarks Nationalleksikon, København 2002, ISBN 87-7789-089-2.
- The battle of Copenhagen 1801. Nelson and the Danes. Leo Cooper, Barnsley 2002, ISBN 0-85052-875-5.

Aufsätze
- The Danish trade in Bengal 1777–1808. An interim account. In: Scandinavian economic history review. Bd. 12 (1964), S. 26–60.

- Dutch Batavia trade via Copenhagen 1795–1807. A study of colonial trade and neutrality. In: Scandinavian economic history review. Bd. 21, H. 1, 1973, S. 43–75.
- Danish East India trade 1772–1807. Statistics and structure. In: Scandinavian economic history review. Bd. 26 (1978), S. 128–144.

- Eighteenth-century Danish neutrality. Its diplomacy, economics and law. In: Scandinavian journal of history. Bd. 8 (1983), S. 3–21.
- The Danish trading companies of the seventeenth and eigtheenth centuries. In: Scandinavian journal of history. Bd. 34 (1986), S. 204–218.
- The Danish Asia trade 1620–1807. Value and volume. In: Scandinavian economic history review. Bd. 39, H. 1, 1991, S. 3–27.
- Revolutionskriege und Gesamtstaat. Das Ende der Neutralitätspolitik. In: Zeitschrift der Gesellschaft für Schleswig-Holsteinische Geschichte. Bd. 116 (1991), S. 107–124.
- Dänisch und Deutsch im dänische Gesamtstaat im Zeitalter der Aufklärung. In: Klaus Bohnen (Hrsg.): Zentren der Aufklärung. Bd. 4: Der dänische Gesamtstaat. Kopenhagen, Kiel, Altona  (= Wolfenbütteler Studien zur Aufklärung. Bd. 18). Niemeyer, Tübingen 1992, ISBN 3-484-17518-4, S. 7–22.
- Aufklärung und Absolutismus. Die Kulturpolitik Friedrichs V. In: Klaus Bohnen (Hrsg.): Aufklärung als Problem und Aufgabe. Festschrift für Sven-Aage Jørgensen zum 65. Geburtstag. Fink, München 1994, ISBN 87-88027-15-5, S. 26–37.
- Danish North Atlantic shipping 1720–1814. In: The International journal of maritime history. Bd. 10 (1998), S. 105–120.
- Navy, army and state finances. Denmark 1500–1700. In: Jürgen G. Backhaus (Hrsg.): Navies and state formation. The Schumpeter hypothesis revisited and reflected (= Wirtschaft. Bd. 27). LIT, Zürich 2012, ISBN 978-3-643-90212-2, S. 79–111.

Festschrift
- Hans Jeppesen (Red.): Søfart, politik, identitet. Tilegnet Ole Feldbæk (= Søhistoriske skrifter. Bd. 19). Falcon, København 1996, ISBN 87-88802-13-2.